# Crusaders of Might and Magic
A Crusaders of Might and Magic egy 1999-ben megjelent harmadik személyű akció-szerepjáték, melyet a 3DO fejlesztett és adott ki. Két különböző stúdiója fejlesztette a Windows-os és a PlayStation-ös változatot. A főszereplő Drake szinkronhangja a veterán szinkronszínész Kevin Conroy volt.
Magyarországon a PC Guru 2001/4-es száma mellé teljes játékként adta.

## Fejlesztése
A fejlesztés párhuzamosan zajlott a két külön platformon, azzal a szándékkal, hogy mindkettő megjelenik 1999 karácsonyára. Csakhogy amíg a PlayStation-re fejlesztő csapatnak volt elég ideje a játékkal foglalkozni, addig a windowsos csapatnak minderre összesen 7 hónapja maradt, úgy, hogy meg kellett tervezniük a komplett világot és egy meglévő grafikus motort kellett harmadik személyű nézetre alkalmassá tenniük. Végül sikerült a határidőt tartani, de maga a játék visszafogott fogadtatásra lelt.

## Cselekmény
A játék a Might and Magic univerzumban játszódik, annak egy fiktív, Ardon nevű világában. A prológusban a Bukottak Légiója nevű élőhalott szekta feléget egy falut. Vezetőjük Necros, a nekromanta, aki eladta a lelkét a sötét isteneknek, hogy cserébe hatalmas mágikus képességekre tegyen szert. Egy fiatal fiú, Drake, a játék főhőse sikeresen elmenekül, és Ardon világában bolyong évekig, bosszúját tervezve. Egy ogrék tábora elleni rajtaütésben a vak remete, Nomandi menti meg az életét és lesz a mentora.
A PlayStation verzió ott kezdődik, hogy Drake-et foglyul ejtik az élőhalottak egy erődjükben, ahonnét Celestia, a Fellegvár Úrnője segítségével menekül meg. Hálából a segítségért, az úrnő keresztes lovagjainak egyikévé esküszik fel. Coranthába utazik, a törpök városába, ahol egyezséget köt Dain Stonefist herceggel, miután legyőzi a lázadókat. Mint kiderül, Dain testvére, Tor, az élőhalottak beépített ügynöke. Ezután Duskwoodba utazva megszerzi a régens jogarát. Visszatérve Coranthába döbbenten veszi észre, hogy földelementálok leptek el mindent, Dain és Tor pedig eltűntek. A polgárháborús viszonyok közepette Drake alászáll a bányák mélyére, ahol legyőzi Aiden királyt, Dain nekromanciával feltámasztott apját, Így elnyeri a törpök támogatását az élőholtakkal szemben.
A Fellegvárba visszatérve az Erathia Csillaga nevű ereklyét kell megtalálnia az északi gleccservidéken. Közben vissza kell térnie Duskwoodba is, hogy elvágja Necros utánpótlási vonalait. Ezután visszatér a játék kezdő helyszínéül szolgáló erődbe, ahol Celestia és a törpök közös seregeivel veszi osztrom alá azt. Amikor megérkezik, azt látja, hogy Celestia menekül a csatatérről, Ursan kapitány, a keresztesek vezére pedig eltűnt. Ennek ellenére Drake és a keresztesek sikerrel ostromolják meg az erődöt, és végre szembenézhet Necrosszal is. Ő azonban az utolsó pillanatban megszökik egy portálon keresztül, s Drake csak miután legyőzte az embereit, tudja őt követni.
Necros lebegő hadihajóján találja magát, amely a kifosztott és kivéreztetett, elfoglalt Fellegvár mellett állomásozik. Drake keresztülharcolja magát, Celestiát keresvén, majd számos rejtett termen keresztül halad át, amelyek tele vannak futurisztikus berendezésekkel. Végül eljut egy lifthez, amely elviszi őt egy furcsa helyre: a Kreegan-kapuhoz, mely egy interdimenzionális portál, ahol már várja őt Necros. Kiprovokálja a harcot, amikor azt állítja, hogy Celestia is ezt a hatalmat kereste. De ahelyett, hogy a halhatatlan Necrost támadná, inkább magát a kapiut pusztítja el, ami zavart idéz elő a téridőben. Necrost magával ragadja az összeomló portál, és utolsó szavaival bosszút esküszik. Mivel Celestia még mindig bujkál valahol, a győzedelmes Drake lesz a Fellegvár új ura és a keresztesek vezetője.
A windowsos verzióban a történet számos ponton eltér. A Fellegvár elérése előtt például át kell haladnunk egy Cador-Sul nevű falun, ami a PlayStation-változatban nincs benne. Dain herceget meg kell mentenünk a lázadóktól, Tor pedig nincs benne a történetben. A katakombák és egy lezuhant űrhajón belüli pálya ugyancsak a Windows-verzióban található meg. Ursan nagyobb szerepet játszik, Celestia nem menekül el a Fellegvárból, az utolsó küzdelem pedig Necros hadihajóján zajlik és egyáltalán nem szerepel a Kreegan-kapu sem.

## Játékmenet
Mindkét változatban Drake fegyverek nélkül kezd, nem sokkal később talál egy kardot és egy pajzsot. A játék részben harcközpontú, ugyanis különféle tárgyakat meg lehet szerezni és használni is. A Windows-verzióban egyszerű karakterfejlődés van: tapasztalati pontokért szintlépés jár és ezáltal erősebb lesz a karakterünk. PlayStation-ön ezzel szemben egyes képzettségek fejlesztésére is lehetőséget kapunk, ráadásul különféle talizmánok használatával a fegyverünket és a páncélzatunkat is erősíthetjük. Háromféle nehézségi szinten lehet játszani, ezek alapvetően a sebződést és az egyes támadások kivédésének esélyét befolyásolják.
A későbbiek során lehetőségünk nyílik varázslatokat megtanulni (vagy a Windows-verzióban már meglévőeket továbbfejleszteni). PlayStation-ön a varázslatok használata nem manát igényel, hanem van egy időtartam, amelyen belül nem használhatjuk újra ugyanazt a varázslatot - Windows-on a manarendszer működik. Minden varázslás pár másodpercet igényel, ezalatt Drake sebezhető.
Noha sok közös helyszín van a kétféle változatban, a meglévők is sok ponton eltérnek egymástól. A Fellegvár egy lebegő, középkori város a Windows-verzióban, PlayStation-ön viszont kagylókra és csigaházakra emlékeztető stílusú épületek találhatóak benne. 
Csak PlayStation-ön érhető el a "New Game Plus" játékmód a játék végigvitele után, melyben valamennyi fegyverhez, páncélhoz, varázslathoz és talizmánhoz hozzáférhetünk már a játék kezdetétől.

## Fogadtatás
A PC-s verzió összecsapottsága miatt nem lett túl sikeres, több kritika is felejthető próbálkozásként emlékszik meg róla. PlayStation-ön már más volt a helyzet: ott a marketingkampányát arra húzták fel, hogy a játék tisztán háromdimenziós, mana nélkül lehet varázsolni, és forradalmi újdonságokat tartalmaz. Mindezek ellenére ez a változat sem aratott egyöntetű sikert.

## Fordítás
Ez a szócikk részben vagy egészben  a   Crusaders of Might and Magic című angol Wikipédia-szócikk ezen változatának fordításán alapul.  Az eredeti cikk szerkesztőit annak laptörténete sorolja fel. Ez a jelzés csupán a megfogalmazás eredetét és a szerzői jogokat jelzi, nem szolgál a cikkben szereplő információk forrásmegjelöléseként.